# Phorbia digitata
Phorbia digitata este o specie de muște din genul Phorbia, familia Anthomyiidae, descrisă de Griffiths în anul 1996.
Este endemică în Saskatchewan. Conform Catalogue of Life specia Phorbia digitata nu are subspecii cunoscute.